# 1-ja Kitajewka
1-ja Kitajewka, także Pierwaja Kitajewka (ros. 1-я Китаевка, Первая Китаевка) – wieś (ros. село, trb. sieło) w zachodniej Rosji, w sielsowiecie kitajewskim rejonu miedwieńskiego w obwodzie kurskim.

## Geografia
Miejscowość położona jest nad ruczajem Galiczij (lewy dopływ rzeki Połnaja w dorzeczu Sejmu), przy wschodniej granicy centrum administracyjnego sielsowietu (2-ja Kitajewka), 16,5 km na północny wschód od centrum administracyjnego rejonu (Miedwienka), 27 km na południowy wschód od Kurska, 16 km od drogi magistralnej (federalnego znaczenia) M2 «Krym».
We wsi znajduje się 60 posesji.
Klimat
Miejscowość, jak i cały rejon, znajduje się w strefie klimatu kontynentalnego z łagodnym ciepłym latem i równomiernie rozłożonymi opadami rocznymi (Dfb w klasyfikacji klimatów Köppena).
|                            | Sty  | Lut  | Mar  | Kwi | Maj  | Cze  | Lip  | Sie  | Wrz  | Paź  | Lis  | Gru  |
| -------------------------- | ---- | ---- | ---- | --- | ---- | ---- | ---- | ---- | ---- | ---- | ---- | ---- |
| Najwyższe temperatury (°C) | -4,1 | -3,1 | 2,8  | 13  | 19,3 | 22,6 | 25,3 | 24,6 | 18,2 | 10,6 | 3,4  | -1,2 |
| Najniższe temperatury (°C) | -8,7 | -8,9 | -4,9 | 2,6 | 9    | 12,9 | 15,7 | 14,8 | 9,6  | 3,9  | -1,2 | -5,3 |
| Opady (mm)                 | 50   | 43   | 46   | 48  | 60   | 68   | 70   | 54   | 57   | 57   | 45   | 48   |
| Ilość dni z opadami        | 8    | 8    | 8    | 7   | 8    | 8    | 9    | 6    | 6    | 7    | 7    | 8    |

## Demografia
W 2010 r. wieś zamieszkiwało 108 osób.